# Adryas albicerata
Adryas albicerata is een vliesvleugelig insect uit de familie Trichogrammatidae. De wetenschappelijke naam is voor het eerst geldig gepubliceerd in 2004 door Pinto & Owen.